# Lista dos bispos de Macau
Nesta lista estão, de ordem cronológica, mencionados todos os Bispos de Macau, desde a fundação da Diocese de Macau no ano de 1576 até agora. Estão também mencionados os principais governadores do bispado que administraram esta diocese católica quando esta não teve bispo. Quando um governador do bispado é eleito pelo Cabido, chama-se vigário capitular.
Até 1988, todos os bispos eram de etnia portuguesa. Mas após esta data, eles passaram a ser de etnia chinesa. Desde 2016, o atual Bispo de Macau é D. Stephen Lee Bun-sang.

## Lista dos bispos e governadores do bispado
| Num. | Nome (português/chinês)                          | Período                                | Observações | Ref.                                            |
| --- | ------------------------------------------------ | -------------------------------------- | --- | ----------------------------------------------- |
| Vacância - Governadores do Bispado (1576-1581) |                                                  |                                        | |                                                 |
| - | D. Melchior Nunes Carneiro Leitão 賈尼勞         | 1576-1581                              | Jesuíta português e bispo-titular de Niceia (1560), chegou a Macau em 1568 e governou a diocese até 1581 como governador do bispado. Foi também administrador apostólico das missões católicas da China e do Japão. Fundou a Santa Casa da Misericórdia, um hospital para cristãos e pagãos e uma leprosaria junto da Igreja de São Lázaro. Em 1579, acolheu em Macau os franciscanos espanhóis, juntando-se assim aos jesuítas, que chegaram já na década de 1560. Morreu em Macau, no dia 19 de Agosto de 1583. | [ 1 ] [ 2 ] [ 3 ]                               |
| - | D. Diogo Nunes de Figueira                       | Recusou                                | Foi nomeado Bispo de Macau em 23 de Janeiro de 1576, no mesmo dia da fundação da diocese. Mas ele não aceitou a nomeação. | [ 1 ] [ 2 ] [ 3 ]                               |
| Bispos de Macau |                                                  |                                        | |                                                 |
| 01 | D. Leonardo Fernandes de Sá                      | 1578-1597                              | Padre secular português da Ordem de Cristo, foi confirmado Bispo de Macau em 22 de Janeiro de 1578 e chegou a Macau em 1581, substituindo Melchior Leitão no governo da diocese. Pela sua iniciativa, foi fundado o Leal Senado em 1585. Entre 1586 e 1589, acolheu os agostinhos e os dominicanos. Foi provedor da Santa Casa da Misericórdia. Morreu em Macau em 15 de Setembro de 1597. | [ 1 ] [ 2 ] [ 3 ]                               |
| - | Vacância                                         | 1597-1604                              | Manuel de Aguiar (1597-1599) e Miguel dos Santos O.S.A. (1599-1607) foram governadores do bispado. | [ 2 ] [ 3 ]                                     |
| 02 | D. João Pinto da Piedade                         | 1604-1625                              | Dominicano português, foi confirmado Bispo de Macau no dia 30 de Agosto de 1604 e chegou a Macau em 1608. Resolveu um conflito local que envolvia franciscanos, jesuítas e agostinhos importantes. Envolveu-se em disputas com o ouvidor e o capitão da cidade. Por isso, em 1613, foi chamado a Portugal, onde renunciou no dia 13 de Setembro de 1625. Antes de partir, nomeou governador do bispado António do Rosário O.P.. | [ 1 ] [ 2 ] [ 4 ]                               |
| Vacância - Governadores do Bispado (1613-1692) Esta longa vacância foi devida à estratégia de neutralidade adoptada pela Santa Sé para não entristecer ou apoiar o Rei de Espanha nem os portugueses, que se tornaram de novo independentes em 1640. |                                                  |                                        | |                                                 |
| - | António do Rosário                               | 1613-1623 1624-1630                    | Dominicano português, foi nomeado em 1613 governador do bispado pelo bispo João Pinto da Piedade, que se retirou de Macau. Exerceu o cargo até 1623, quando enfrentou uma revolta do clero local, que elegeu o padre Adriano da Cunha e, após a renúncia deste, o prelado D. Diogo Correia Valente para governadores do bispado. Voltou a assumir o cargo em 1624-1630. Foi um dos membros do Governo de Macau em 1621-1623 e em 1639. Em 1636, foi nomeado bispo de Malaca, para onde partiu. | [ 2 ] [ 4 ]                                     |
| - | D. Diogo Correia Valente 華倫他                  | 1623-1624 1630-1633                    | Jesuíta português, foi confirmado Bispo de Funai em 1618. Chegou a Macau em 1619, onde acabou por permanecer, devido à perseguição aos cristãos no Japão, que tinha começado em 1614, quando Tokugawa Ieyasu expulsou os padres do Japão e proibiu o catolicismo. Em 1623, foi eleito governador do bispado pelo clero local, que se revoltou contra António do Rosário. Mas, em 1624, o arcebispo de Goa anulou a sua eleição. Para evitar conflitos, partiu para Goa e só regressou a Macau em 1630. Governou a Diocese de Macau como administrador apostólico de 1630 até 22 de Outubro de 1633, quando morreu em Macau. | [ 2 ] [ 4 ]                                     |
| - | Vários                                           | 1633-1650                              | Durante este período, foram governadores do bispado Francisco de Sena O.P. (1634-1635), Pedro Tavares Mexia (1635), Pedro de São João Baptista O.P. (1637-1638), Luís Borges (1638), João Pereira Mourato (1639-1640), Bento de Cristo O.F.M. (1640-1644/1646), Manuel Fernandes (1643-1646), Manuel dos Anjos O.S.A. (1647-1650). Jorge Seco de Macedo foi nomeado em 1643 governador do bispado pelo arcebispo de Goa, mas a nomeação não surtiu efeito. Logo após a Restauração da Independência portuguesa (1640), houve vários distúrbios na cidade, que culminaram com a expulsão dos espanhóis de Macau, incluindo as clarissas espanholas, que se estabeleceram em Macau em 1634. As clarissas portuguesas foram poupadas. Em 1639, o Japão pôs fim ao seu comércio com os portugueses, afectando seriamente a economia de Macau. | [ 2 ] [ 4 ]                                     |
| - | Vários candidatos a bispos                       | Recusaram ou não confirmados pelo Papa | Francisco Borges de Sousa e Francisco dos Mártires O.F.M. foram nomeados Bispos de Macau respectivamente em 1628 e em 1630 pelo rei espanhol D. Filipe III de Portugal, mas ambos não foram confirmados pelo Papa. Feliciano de Oliveira e Sousa O.P. recusou a nomeação em 1635. Em 1651, António de Cristo, O.S.A. foi nomeado Bispo de Macau pelo rei português D. João IV, mas nunca chegou a vir para Macau. Francisco da Madre de Deus recusou a nomeação em 1657. Francisco de São Tomás O.P. e João Filipe de Marini S.J. foram respectivamente nomeados em 1669 e em 1671, mas ambos não foram confirmados pelo Papa. Marini morreu em Macau no dia 17 de Julho de 1682. Manuel da Conceição recusou a nomeação em 1680. | [ 2 ] [ 4 ]                                     |
| - | Vários                                           | 1650-1692                              | Paulo da Costa foi administrador da diocese em 1667. Miguel dos Anjos O.S.A. (1666/1671-1675), António de Morais Sarmento (1675-1689) e José da Silva (1690-1692) foram governadores do bispado. Durante o governo de Morais Sarmento, Macau teve que dar toda a sua prata para o vice-rei de Cantão, que exigiu 47 mil taéis para a uma suposta guerra. No entanto, o Imperador chinês descobriu a fraude e o vice-rei suicidou-se, devolvendo toda a prata para Macau. | [ 2 ] [ 4 ]                                     |
| Bispos de Macau |                                                  |                                        | |                                                 |
| 03 | D. João de Casal 嘉素                            | 1690-1735                              | Doutorado português em teologia pela Universidade de Évora, foi confirmado Bispo de Macau no dia 10 de Abril de 1690. Nesse mesmo ano, foram erectas as dioceses de Nanquim e de Pequim a partir da diocese de Macau, cujo território já foi sendo reduzido com a erecção da diocese de Funay (1588) e dos vicariatos apostólicos de Tonquim e da Cochinchina (1659). Chegou a Macau e tomou posse em 1692. Reorganizou a diocese e constitui o Cabido da Sé. Foi provedor da Santa Casa da Misericórdia em 1706 e Governador interino de Macau em 1735. Em 1724, instalou-se a Confraria da Mãe de Deus. Envolveu-se na controvérsia dos ritos na China, entrando em conflito com o legado papal Charles de Tournon, que morreu em Macau em 1710. Em 1732, o Imperador Yongzheng expulsou todos os missionários da China, que se refugiaram em Macau. Morreu em Macau no dia 20 de Setembro de 1735, com 94 anos de idade. | [ 1 ] [ 2 ] [ 5 ]                               |
| 04 | D. Eugénio de Trigueiros 德維智羅斯              | 1735-1739                              | Agostinho português, foi bispo-coadjutor de Macau em 1724-1735. Estando na Europa, só tomou posse em Macau em 1738. De 1735 até 1738, o Cabido governou provisoriamente a diocese, que acolheu em 1736 os padres franceses expulsos da China. Durante o seu curto bispado, tentou acabar com os abusos cometidos por clérigos e leigos, que eram tolerados pela velhice do seu antecessor. Em 11 de Fevereiro de 1739, foi nomeado arcebispo de Goa, mas faleceu durante a sua viagem a Goa, em 1741. | [ 1 ] [ 2 ] [ 5 ]                               |
| 05 | D. Hilário de Santa Rosa 羅沙                    | 1739-1752                              | Franciscano português, foi nomeado bispo de Macau em 11 de Fevereiro de 1739 e confirmado em 19 de Dezembro de 1740. Chegou a Macau em 1742. Até à sua chegada, José Gonçalves Pereira foi governador do bispado. Em 1743, tornou-se provedor da Santa Casa da Misericórdia e mandou reparar a Sé Catedral. Censurou a existência de demasiadas mulheres em Macau e o negócio das muichais, que eram crianças chinesas retidas como criadas. Partiu para Lisboa em 1750, onde resignou em 1752. | [ 1 ] [ 2 ] [ 5 ]                               |
| 06 | D. Bartolomeu Manuel Mendes dos Reis 孟定士      | 1752-1772                              | Doutorado português em teologia pela Universidade de Coimbra, foi nomeado Bispo de Macau em 29 de Novembro de 1752 e confirmado em 29 de Janeiro de 1753. Chegou a Macau em 1754. Em 1762, na sequência da supressão da Companhia de Jesus em Portugal, os jesuítas foram presos e expulsos de Macau, constituindo uma grande perda para o Padroado português. Não gostando do acontecimento, partiu para Lisboa em 1765 e, em 1772, foi transferido para a diocese de Mariana (Brasil). De 1765 até 1774, ano da chegada do novo bispo, o governador do bispado foi Francisco Vaz. | [ 1 ] [ 2 ] [ 5 ]                               |
| 07 | D. Alexandre da Silva Pedrosa Guimarães 祁羅沙   | 1772-1789                              | Foi nomeado Bispo de Macau em 13 de Julho de 1772 e confirmado em 8 de Março de 1773. Chegou a Macau em 1774. Era contra os jesuítas e envolveu-se em disputas com o bispo de Nanquim. Foi chamado a Lisboa em 1780, onde apresentou a renúncia em 1782, que foi aceite em 9 de Julho de 1789. De 1780 até 1791, o governador do bispado foi António Jorge Nogueira. Durante o seu governo, os lazaristas reabriram em 1794 o Seminário de São José, encerrado desde a expulsão dos jesuítas. A situação da Igreja Católica na China piorou, com o agravar das perseguições. | [ 1 ] [ 2 ] [ 5 ]                               |
| 08 | D. Marcelino José da Silva 施利華                | 1789-1802                              | Doutorado português em teologia pela Universidade de Coimbra, foi confirmado Bispo de Macau em 14 de Dezembro de 1789. Chegou a Macau em 1791. Mandou reparar o Seminário de S. José, a capela-mor da Igreja de S. Paulo, o Paço Episcopal e as igrejas de S. Lourenço e St. António. Fundou recolhimentos para órfãos e mulheres de má vida, que eram presas, causando descontentamento na cidade. Não conseguindo reformar os costumes locais, resignou em 1802 e voltou para Portugal em 1803. De 1802 até 1803, António Francisco de Miranda e Sousa foi governador do bispado. | [ 1 ] [ 2 ] [ 6 ]                               |
| 09 | D. Manuel de São Galdino 賈定諾                  | 1802-1804                              | Franciscano português, foi confirmado Bispo de Macau no dia 20 de Dezembro de 1802. Chegou a Macau em 1813. Preocupou-se e tencionou visitar as missões católicas da China, mas o Imperador chinês não lhe deu licença. Em 1803, proibiu todas as procissões, excepto a do Corpo de Deus. No dia 20 de Agosto de 1804, foi confirmado bispo-coadjutor e sucessor do arcebispo de Goa. | [ 1 ] [ 2 ] [ 6 ]                               |
| 10 | D. Francisco de Nossa Senhora da Luz Chacim 查善 | 1804-1828                              | Franciscano português, foi confirmado Bispo de Macau em 20 de Agosto de 1804 e tomou posse em Macau em 1805. Em 1806, fundou o Cofre dos Pobres. Em 1813, foi o primeiro bispo de Macau a fazer uma peregrinação ao túmulo de São Francisco Xavier, em Sanchoão. Em 1822-1823, houve conflitos locais entre liberais e absolutistas, sendo os últimos favorecidos por ele. Participou no Conselho de Governo em 1823-1825 e 1827-1830. Morreu em Macau em 31 de Janeiro de 1828. | [ 2 ] [ 6 ]                                     |
| - | Inácio da Silva                                  | 1828-1834                              | Governou a diocese como vigário capitular, eleito pelo Cabido em 1828. Em 1833, o governador de Macau expulsou os missionários estrangeiros. Em 1834, foi demitido por ordem régia. | [ 2 ] [ 6 ]                                     |
| - | Cândido Gonçalves Franco                         | 1834-1843                              | Governou a diocese como vigário capitular, eleito pelo Cabido em 1834. Nesse mesmo ano, por causa da extinção das ordens religiosas, foram expulsos todos os religiosos e expropriados todas as suas propriedades pelo Governo de Macau. Em 1835, o Colégio e a Igreja de S. Paulo foram destruídos por um forte incêndio. Fugiu de Macau em 1843. | [ 1 ] [ 2 ] [ 6 ]                               |
| 11 | D. Nicolau Rodrigues Pereira de Borja 栢朗古     | 1841-1845                              | Lazarista português residente em Macau desde 1802, foi superior do Seminário de S. José, antes de ser nomeado Bispo de Macau em 25 de Novembro de 1841 e confirmado em 19 de Junho de 1843. Empenhou-se no projecto da reconstrução da Sé Catedral, destruída por um tufão em 1835. Nunca chegou a ver realizado o projecto. Morreu em 29 de Março de 1845, sem ser ainda sagrado bispo. | [ 1 ] [ 2 ] [ 7 ]                               |
| 12 | D. Jerónimo José da Mata 馬他                    | 1845-1862                              | Lazarista português residente desde 1825, tornou-se em 1843 no bispo-coadjutor e sucessor de D. Nicolau Borja. Com a morte deste, tomou posse em 29 de Março de 1845 como Bispo de Macau. Iniciou e concluiu a reconstrução da Sé Catedral, que foi sagrada por ele em 1850. Em 1854, benzeu o Cemitério de São Miguel. Foi presidente do Conselho de Governo em 1849-1850. Regressou a Portugal em 1857, onde apresentou a sua renúncia em 1859, que só foi aceite em 1862. | [ 1 ] [ 2 ] [ 7 ]                               |
| Vacância - Governadores do Bispado (1857-1877) |                                                  |                                        | |                                                 |
| - | Vários                                           | 1857-1863                              | António Miguel Ângelo dos Remédios, Francisco Caetano de Santa Ana Costa e Manuel Lourenço de Gouveia governaram a diocese em comissão. Foi fundado em 1858 um asilo para pobres inválidos. | [ 2 ] [ 7 ]                                     |
| - | Vários                                           | 1863-1877                              | Filipe Caetano da Piedade Conceição (1863-1866), Jorge António Lopes da Silva (1866-1870), António Luís de Carvalho (1870-1875) e Manuel Lourenço de Gouveia (1875-1877) foram governadores do bispado. Fundou-se um colégio feminino (1864), um asilo para pobres e uma escola de português para chineses (1872); foi entregue os cemitérios de S. Paulo e de S. Miguel ao Leal Senado (1869); o Seminário de S. José, dirigido pelos jesuítas desde 1862, foi secularizado em 1871; e faleceu a última clarissa local (1875). | [ 2 ] [ 7 ]                                     |
| - | Vários                                           | Não aceites por Portugal               | D. José Luís Alves Feijó e D. João Maria Pereira do Amaral e Pimentel foram respectivamente nomeados Bispos de Macau em 1863 e em 1865, mas o Governo de Portugal não aceitou as suas nomeações, porque a Santa Sé queria restringir a jurisdição da diocese apenas à cidade de Macau. | [ 1 ] [ 2 ] [ 7 ]                               |
| Bispos de Macau |                                                  |                                        | |                                                 |
| 13 | D. Manuel Bernardo de Sousa Enes 蘇沙            | 1873-1883                              | Doutorado açoriano em teologia pela Universidade de Coimbra, foi nomeado Bispo de Macau em 25 de Junho de 1873 e confirmado em 15 de Junho de 1874. Chegou a Macau em 1877. Foi reitor efectivo do Seminário de S. José, contribuindo para o seu declínio. Em 1873-1874, chegaram a Macau as Filhas Canossianas da Caridade, que foram também para Timor Português (1879) e Singapura (1894). No seu bispado, a diocese ficou circunscrita a Macau e ilhas adjacentes (ex: Hainão e Heung-Shan) e a Timor Português, cujas missões preocupou muito. Em 1883, foi transferido para a Diocese de Bragança. Francisco Alves Morgado Júnior (1883) e José Maria da Cruz Simeão (1884-1885) foram governadores do bispado até à chegada do novo bispo. | [ 1 ] [ 2 ] [ 8 ]                               |
| 14 | D. António Joaquim de Medeiros 明德祿            | 1884-1897                              | Foi nomeado prefeito (1873) e reitor (1875) do Seminário de S. José, visitador das Missões de Timor (1875) e superior e vigário-geral de Timor (1877). Bispo-coadjutor do arcebispo de Goa (1881), foi confirmado Bispo de Macau em 10 de Novembro de 1884 e chegou a Macau em 1885. Apoiou as actividades das Canossianas. Em 1890, conseguiu que os jesuítas dirigissem de novo o Seminário de S. José. Em 1886, as paróquias de São José (em Singapura) e de São Pedro (em Malaca) passaram para a jurisdição da diocese. Visitou várias vezes estas paróquias e as missões de Timor, onde morreu em 1897. Francisco Pedro Gonçalves governou a diocese como vigário capitular em 1897-1898. | [ 1 ] [ 2 ] [ 8 ]                               |
| 15 | D. José Manuel de Carvalho 嘉惠勞                | 1897-1902                              | Confirmado Bispo de Macau em 19 de Abril de 1897, chegou a Macau em 1898. Em 1900, dividiu Timor em 2 missões centrais ou vicariatos gerais (Lahane e Soibada). Em 1900, consagrou a diocese ao Sagrado Coração de Jesus. Apoiou as actividades das Canossianas, que expandiram para Hainão (1901). Abriu uma nova missão em Heung-shan. Voltou a Portugal em 1901 e tornou-se em bispo de Angra em 1902. Francisco Pedro Gonçalves foi governador do bispado em 1901-1903. | [ 1 ] [ 2 ] [ 8 ]                               |
| 16 | D. João Paulino de Azevedo e Castro 鮑理諾       | 1902-1918                              | Açoriano e reitor do Seminário de Angra (1888), foi confirmado Bispo de Macau em 9 de Junho de 1902. Em 1903, fundou o Boletim do Governo Eclesiástico da Diocese de Macau e acolheu as Franciscanas Missionárias de Maria, a quem confiou o Colégio de Santa Rosa de Lima. Em 1906, acolheu Luigi Versiglia e os Salesianos. Em 1908, a diocese adquiriu a missão de Shiu-Hing em troca de Hainão. Em 1910, as ordens religiosas foram expulsas, afectando seriamente a evangelização e a educação na diocese. Em 1912, inaugurou a Igreja de São José, em Singapura. Em 1917, publicou o livro "Os Bens das Missões Portuguesas na China". Morreu em Macau em 17 de Fevereiro de 1918. | [ 1 ] [ 2 ] [ 8 ]                               |
| 17 | D. José da Costa Nunes 高若瑟                    | 1920-1941                              | Açoriano, veio a Macau em 1903 como secretário de D. João Paulino. Governou a diocese em 1918-1920 como vigário capitular. Foi confirmado bispo de Macau a 16 de Dezembro de 1920. Acolheu as Missionárias de Nossa Senhora dos Anjos (1929) e as Carmelitas (1941). Recebeu de novo os jesuítas, as Canossianas e as Filhas Missionárias de Maria, que criaram várias escolas em Macau, Timor, Singapura e Malaca. Confiou o Seminário de S. José de novo aos jesuítas em 1930-1939. Restaurou a capela de N. Sra. da Penha (1935), a Sé (1938) e o Paço Episcopal. Impulsionou a educação e as missões de Timor Português, conseguindo em 1940/1941 que a Santa Sé erigisse a diocese de Díli, que se tornou independente da diocese de Macau. Foi Arcebispo de Goa e Damão e Patriarca das Índias Orientais em 1940-1953 e Cardeal desde 1962. Abílio José Fernandes foi governador do bispado em 1941-1942. | [ 1 ] [ 2 ] [ 8 ]                               |
| 18 | D. João de Deus Ramalho 羅若望                   | 1942-1954                              | Jesuíta português, começou a trabalhar na missão de Shiu-Hing em 1924. Em 1940, foi nomeado superior e vigário-geral da Missão de Shiu-Hing. Em 26 de Setembro de 1942, foi nomeado Bispo de Macau e chegou à cidade em 1943. Acolheu as ordens religiosas que se refugiaram em Macau durante e após a Segunda Guerra Mundial. Contribuiu para organizar a rede de acolhimento aos refugiados desta guerra. Amplificou o Seminário de S. José (1954) e a igreja anexa (1953). Resignou em 1954 e regressou a Portugal. | [ 1 ] [ 2 ] [ 8 ]                               |
| 19 | D. Policarpo da Costa Vaz 高德華                 | 1954-1960                              | Foi nomeado cónego capitular da Sé de Viseu (1937), bispo-auxiliar do Porto (1950) e bispo-auxiliar de Lisboa (1952), antes de ser nomeado Bispo de Macau em 29 de Janeiro de 1954. Durante o seu bispado, aumentou-se o número de escolas católicas e fizeram-se muitas obras em várias casas de solidariedade social, escolas e outros edíficios diocesanos. Em 1960, foi transferido para a diocese da Guarda. Artur Gonçalves governou a diocese como vigário capitular em 1960-1961. | [ 1 ] [ 2 ] [ 9 ]                               |
| 20 | D. Paulo José Tavares 戴維理                     | 1961-1973                              | Açoriano, trabalhou na Secretaria de Estado do Vaticano (1947-1961). Foi nomeado Bispo de Macau em 24 de Agosto de 1961. Participou no Concílio Vaticano II (1962-1965). Tomou medidas para equiparar os sacerdotes chineses aos seus congéneres europeus, pertencentes à Missão do Padroado Português no Extremo Oriente. Impulsionou novos projectos educativos e assistenciais. Reorganizou as paróquias de Macau. Construiu as igrejas de N. Sra. de Fátima (1967) e de N. Sra. das Dores (1966). Acolheu as Missionárias de Nossa Senhora do Perpétuo Socorro (1966), as Filhas de São Paulo (1969) e o Movimento dos Focolares. Durante o motim 12-3, de 3 de dezembro de 1966, defendeu inabalávelmente a liberdade das escolas católicas, através do Conselho das Escolas Católicas. O Seminário de S. José deixou de funcionar por ordens especifícas da Santa Sé, no verão de 1967, devido à falta de segurança em Macau durante os anos de 1966 e 1967. Em 12 de junho de 1973, morreu em Lisboa. Arquimínio Rodrigues da Costa governou a diocese em 1973-1976 como vigário capitular.              | [ 1 ] [ 2 ] [ 9 ]                               |
| 21 | D. Arquimínio Rodrigues da Costa 高秉常          | 1976-1988                              | Açoriano residente em Macau desde 1938, foi nomeado reitor do Seminário de S. José, em 1961. Entre 1973 e 1976, governou a diocese como vigário capitular. Foi nomeado Bispo de Macau em 20 de Janeiro de 1976. Conseguiu resolver vários problemas financeiros e administrativos da diocese e fundou 5 centros pastorais. Organizou a Associação das Escolas Católicas de Macau e a Associação das Religiosas de Macau. Resignou em 6 de Outubro de 1988 e regressou aos Açores. | [ 1 ] [ 9 ] [ 10 ]                              |
| 22 | D. Domingos Lam Ka-tseung 林家駿                 | 1988-2003                              | Chinês natural de Hong Kong, mas residente em Macau desde criança, foi nomeado bispo-coadjutor de Macau em 1987 e Bispo de Macau em 6 de Outubro de 1988, tornando-se assim no primeiro bispo de etnia chinesa de Macau. Preocupou-se com a formação do clero e dos leigos. Criou as quase-paróquias de S. Francisco Xavier e de S. José Operário (2000). Garantiu um nova dinâmica pastoral e autonomia financeira à diocese, preparando-a para a transferência de soberania de Macau para a China (20 de Dezembro de 1999) e o fim do Padroado português. Fundou-se o Instituto Inter-Universitário de Macau (1996). Foi membro da Comissão de Redacção da Lei Básica de Macau. Resignou no dia 30 de Junho de 2003. | [ 1 ] [ 10 ] [ 11 ] [ 12 ]                      |
| 23 | D. José Lai Hung-seng 黎鴻昇                     | 2003- 2016                             | Chinês natural de Macau, foi nomeado bispo-coadjutor de Macau (2001) e, posteriormente, tornou-se Bispo de Macau em 30 de Junho de 2003, tornando-se assim no primeiro bispo natural de Macau a governar a diocese. Preocupou-se com a evangelização, a formação religiosa e o fomento de vocações sacerdotais locais, que escasseiam em Macau, sendo um problema preocupante que ainda não foi satisfatoriamente resolvido, a par do envelhecimento e diminuição do número de padres diocesanos. Houve um forte crescimento e dinamização da comunidade católica filipina, de expressão inglesa. Mas, verificou-se um certo declínio da comunidade católica lusófona. Em 2005, várias igrejas e monumentos católicos, fazendo parte do Centro Histórico de Macau, foram declarados Património Mundial da Humanidade pela UNESCO. A Universidade de São José (antigo Instituto Inter-Universitário de Macau) experimentou uma expansão acelerada, nomeadamente no crescente número de alunos, de professores, de cursos ministrados, etc. Resignou no dia 16 de Janeiro de 2016. Actual bispo-emérito de Macau. | [ 1 ] [ 10 ] [ 13 ] [ 14 ] [ 15 ] [ 16 ] [ 17 ] |
| 24 | D. Stephen Lee Bun-sang 李斌生                   | 2016-                                  | Chinês natural de Hong Kong, membro do Opus Dei e doutorado em Direito Canónico pela Universidade de Navarra, foi nomeado bispo-auxiliar de Hong Kong (2014) e, posteriormente, Bispo de Macau (2016). Tomou posse da Diocese de Macau em 23 de Janeiro de 2016. | [ 1 ] [ 18 ]                                    |